# Большой Шакян
Большой Шакян — река в России, протекает в Республике Татарстан.

## География
Река Большой Шакян берёт начало севернее села Малые Атряси. Течёт на север по открытой местности. Ниже села Большие Болгояры принимает воды правого притока, реки Малый Шакян. Устье реки находится около деревни Атабаево в 28 км по левому берегу реки Сухая Улёма. Длина реки составляет 15 км.

## Данные водного реестра
По данным государственного водного реестра России относится к Верхневолжскому бассейновому округу, водохозяйственный участок реки — Свияга от села Альшеево и до устья, речной подбассейн реки — Волга от впадения Оки до Куйбышевского водохранилища (без бассейна Суры). Речной бассейн реки — (Верхняя) Волга до Куйбышевского водохранилища (без бассейна Оки).
Код объекта в государственном водном реестре — 08010400612112100002805.